# Кардымово (Смоленская область)
Карды́мово — посёлок городского типа в Смоленской области России, административный центр Кардымовского района. Входит в Кардымовское городское поселение.
Население — 4443 чел. (2024).

## География
Расположен на железной дороге Смоленск — Москва в 28 км к северо-востоку от Смоленска. Через посёлок протекает река Хмость — приток Днепра.

## История
Впервые Кардымово упоминается в Списке населённых мест за 1859 год.
Посёлок городского типа — с 26 сентября 1979 года.
В 2009 году часть Кардымово была включена в границы сельского населенного пункта деревню Пищулино Березкинского сельского округа.

## Население
| 1959  | 1979  | 1989  | 2002  | 2009  | 2012  | 2013  |
| ----- | ----- | ----- | ----- | ----- | ----- | ----- |
| 1866  | ↗2720 | ↗4908 | ↗5084 | ↘4802 | ↘4594 | ↘4509 |
| 2014  | 2015  | 2016  | 2017  | 2018  | 2019  | 2020  |
| ↘4490 | ↗4561 | ↗4591 | ↗4618 | ↘4606 | ↘4585 | ↗4598 |
| 2021  | 2024  |       |       |       |       |       |
| ↘4443 | →4443 |       |       |       |       |       |

Национальный состав
По итогам переписи населения 2020 года проживали следующие национальности (национальности менее 0,1 % и другое, см. в сноске к строке «Другие»):
| Национальность | Численность, чел. | Доля     |
| -------------- | ----------------- | -------- |
| Русские        | 4073              | 91,67 %  |
| Украинцы       | 60                | 1,35 %   |
| Белорусы       | 52                | 1,17 %   |
| Таджики        | 36                | 0,81 %   |
| Узбеки         | 29                | 0,65 %   |
| Азербайджанцы  | 22                | 0,50 %   |
| Татары         | 18                | 0,41 %   |
| Армяне         | 13                | 0,29 %   |
| Марийцы        | 6                 | 0,14 %   |
| Чеченцы        | 5                 | 0,11 %   |
| Молдаване      | 5                 | 0,11 %   |
| Другие         | 124               | 2,79 %   |
| Итого          | 4443              | 100,00 % |

## Промышленность
- ЗАО «Кардымовский молочно-консервный комбинат». Продукция — сухое молоко и сливки, сгущенное молоко с сахаром
- ОАО «Кардымоволён». Продукция — льняные ткани (уже не существует, только руины)
- Нефтебаза, нефтеперегонный завод по переработке газового конденсата в бензин, печное топливо
- Хлебозавод (был закрыт, позднее там выпускали гвозди, далее вновь закрыт)
- Филиал № 3 Смоленской городской типографии (закрыт)
- ООО «Балтэнергомаш». Продукция — силовое электрооборудование для распределительных сетей до 35 кВ
- Мебельный завод «Тигр» (позднее обанкротился и был закрыт)
- Завод строительных материалов (в бывшем здании завода ЖБИ)
- Пивоваренный завод «Варница»[20]

## Достопримечательности

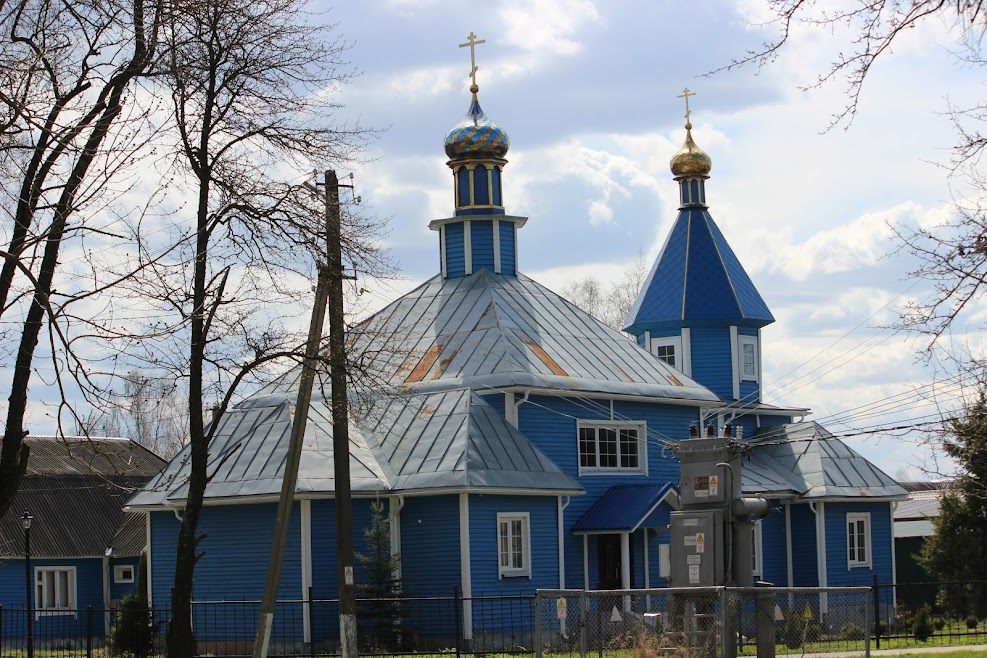
Храм Казанской иконы Божией Матери

- Храм Казанской иконы Божией Матери
- Кардымовский районный историко-краеведческий музей

Экспозиция музея посвящена истории Кардымовского района и рассказывает о памятниках археологии, Старой смоленской дороге, войне 1812 года, Смоленском сражении 1941 года, оккупации района 1941—1943 гг., партизанской и подпольной борьбе в районе, 312-й стрелковой дивизии, освобождавшей Кардымово.
В музее интересная экспозиция по этнографии района. Здесь представлены предметы быта и орудия труда, одежда и т. п. Действует выставка, посвящённая Российскому флоту и матросам-кардымовцам; выставка масок из дерева.

## Памятные места
По территории Кардымовского района проходит Старая Смоленская дорога. Знаменитая Соловьёвская переправа через Днепр известна ещё с 1812 года. Это место сражений русской и наполеоновской армий, боевых действий в годы Великой Отечественной войны. Здесь находится мемориальный комплекс: памятный знак на месте Соловьевой переправы, памятник — реактивная установка «Катюша», братская могила советских воинов, храм иконы Божьей Матери «Взыскания погибших».